# Huracán Opal
El huracán Opal fue un ciclón tropical grande y poderoso que causó daños severos y extensos a lo largo de la costa del golfo de Estados Unidos en octubre de 1995. La decimoquinta tormenta con nombre, el noveno huracán y el ciclón tropical más fuerte de la inusualmente activa temporada de huracanes del Atlántico de 1995, Opal se desarrolló a partir de la interacción de una onda tropical y un área de baja presión cerca de la península de Yucatán el 27 de septiembre como la depresión tropical diecisiete. La depresión cruzó la península de Yucatán y se intensificó en tormenta tropical el 30 de septiembre. Opal se intensificó en huracán el 2 de octubre después de ingresar al golfo de México. El ciclón giró hacia el noreste y se fortaleció significativamente. Para el 4 de octubre, Opal era un intenso huracán de categoría 4 de 150 mph (240 km/h). Con una presión mínima de 916 milibares, el huracán Opal fue el huracán atlántico de categoría 4 más intenso registrado. Sin embargo, el ciclón se debilitó abruptamente a un huracán de categoría 3 antes de tocar tierra en la franja noroeste de Florida, cerca de Pensacola, ese mismo día. La tormenta se desintegró rápidamente a medida que avanzaba tierra adentro y se convirtió en extratropical el 5 de octubre. Los remanentes de Opal se desplazaron hacia el norte y se disiparon sobre Ontario al día siguiente.
Las etapas precursora e inicial de Opal provocaron fuertes lluvias e inundaciones en Guatemala y México. En el primero, las inundaciones y los deslizamientos de tierra dejaron a unas 34.000 personas sin hogar y daños a la infraestructura y la agricultura. En Guatemala se produjeron 31 muertes. En México, varios ríos se desbordaron en los estados de Campeche y Tabasco, obligando a evacuar a más de 42.000 personas. La tormenta dejó cientos de millones de dólares en daños a la agricultura solo en Campeche. Diecinueve personas murieron en el país. En Florida, los fuertes vientos y la marejada ciclónica causaron graves daños en la franja noroeste. La mayoría de las estructuras fueron arrasadas o sufrieron algún grado de daño, particularmente desde el condado de Wakulla hacia el oeste. En los condados de Escambia, Okaloosa, Santa Rosa y Bay , casi 300 viviendas fueron destruidas y otras 1,000 sufrieron daños importantes. La tormenta dejó al menos $2.1 mil millones en daños solo en Florida. Varios otros estados se vieron afectados por la tormenta, especialmente Alabama, donde la tormenta generó numerosos tornados y fuertes vientos que derribaron numerosos árboles y dejaron a aproximadamente 2.6 millones de personas sin electricidad. Un total de 27 muertes fueron atribuidas a Opal en los Estados Unidos. El huracán en total dejó alrededor de $4.7 mil millones en daños, gran parte de los cuales ocurrieron en los Estados Unidos. 

## Historia meteorológica
Los orígenes del huracán Opal se vincularon mediante imágenes satelitales y análisis sinópticos a una onda tropical que salió de la costa occidental de África el 11 de septiembre de 1995. Diez días después, la perturbación llegó a las Antillas Menores después de cruzar el Atlántico tropical. Continuando hacia el oeste, la perturbación mostró pocos indicios de organización antes de ingresar al mar Caribe occidental el 23 de septiembre. Allí, la onda se enredó con una amplia zona de baja presión al este de Nicaragua, y el sistema combinado se desplazó hacia el oeste-noroeste, rumbo a la península de Yucatán; pero incluso entonces, la perturbación careció de desarrollo significativo. Sin embargo, un estallido de actividad tormentosa cerca del centro de la tormenta el 27 de septiembre, lo que llevó al Centro Nacional de Huracanes (NHC) a declarar el sistema como depresión tropical a las 18:00 UTC de ese día. En ese momento, la depresión se encontraba a 130 km (80 mi) al sur-sureste de Cozumel, México.

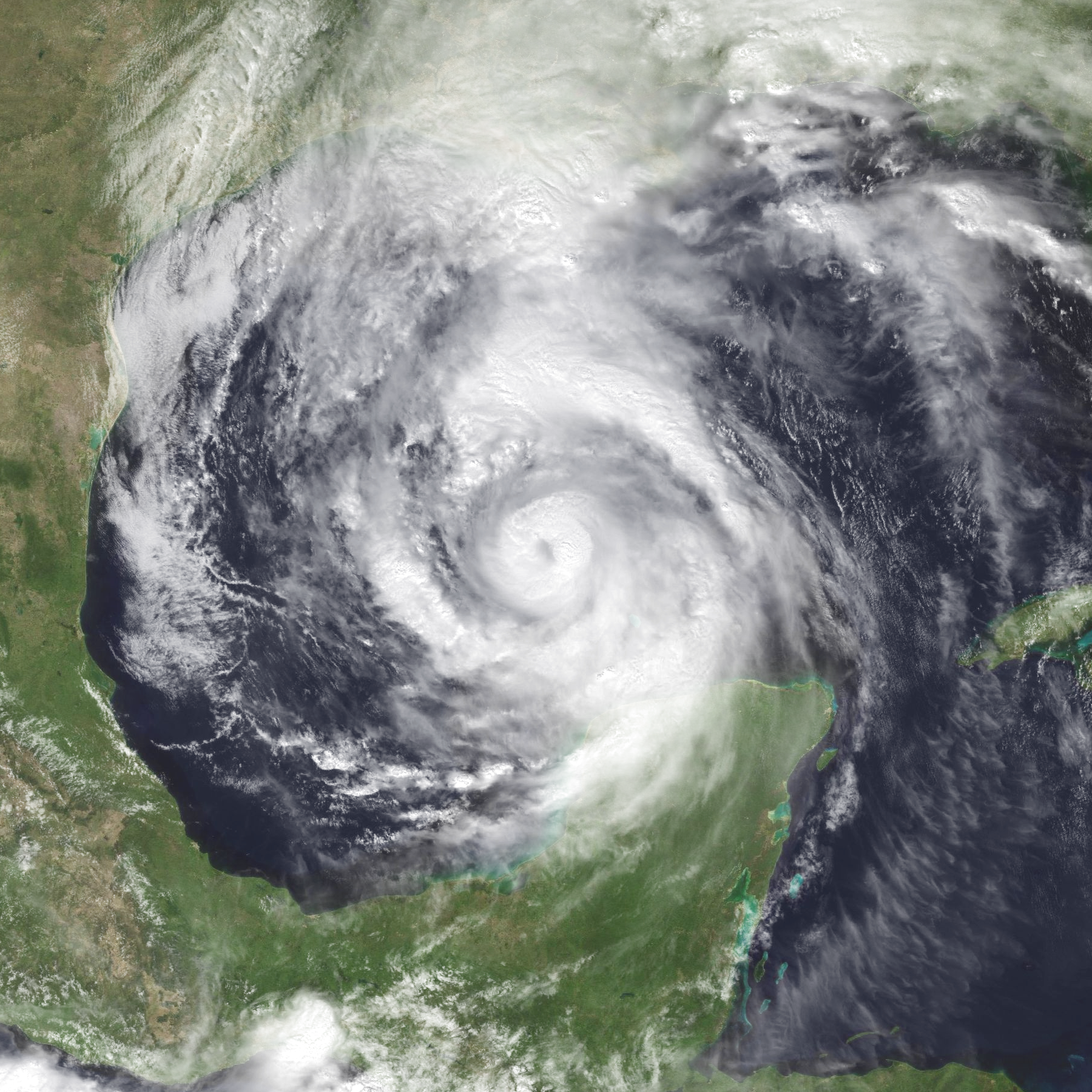
El huracán Opal se intensifica rápidamente en el Golfo de México el 3 de octubre

La depresión primordial serpenteó por la península de Yucatán durante los tres días posteriores a la ciclogénesis tropical debido a la ausencia de corrientes dominantes. A pesar de permanecer sobre tierra durante un período prolongado, la depresión desarrolló bandas de lluvia organizadas, y los buques en la región reportaron condiciones meteorológicas que indicaban un sistema más fuerte. Como resultado, el Centro Nacional de Huracanes (CNH) elevó la intensidad de la perturbación a tormenta tropical a las 12:00 UTC del 30 de septiembre, mientras la tormenta se encontraba sobre la costa centro-norte de Yucatán. Esta clasificación resultó en que el ciclón tropical se denominara Opal, convirtiéndose también en la primera tormenta atlántica en recibir un nombre que empieza con la letra O. Durante los dos días siguientes, Opal entró en el Golfo de México antes de dirigirse lentamente hacia el oeste-suroeste hasta la bahía de Campeche. Allí, la tormenta se intensificó hasta convertirse en huracán a las 12:00 UTC del 2 de octubre. Poco después, comenzó a formarse un ojo primitivo. Al mismo tiempo, una fuerte vaguada que atravesaba Estados Unidos provocó que Opal virara lentamente hacia el noreste.
Tras dejar atrás la Bahía de Campeche, Opal aceleró hacia la costa estadounidense del Golfo de México. La combinación de temperaturas superficiales cálidas del mar, asociadas con una zona de aguas oceánicas inusualmente cálidas y una zona de alta presión en niveles superiores sobre el Golfo de México, creó un entorno muy propicio para la intensificación. Tras una importante reorganización de su estructura interna, Opal logró intensificarse rápidamente en estas condiciones favorables. A las 12:00 UTC del 4 de octubre, Opal alcanzó su intensidad máxima con vientos máximos sostenidos de 240 km/h (150 mph), convirtiéndose en un huracán de categoría 4 en la escala de huracanes de Saffir-Simpson, y una presión barométrica mínima de 916 hPa (27,05 inHg), una presión típica de un huracán de categoría 5. El ojo del ciclón tropical midió 19 km (12 mi) en su intensidad máxima mientras la tormenta iniciaba un ciclo de reemplazo de la pared del ojo. La progresión de este ciclo provocó el debilitamiento gradual de Opal a partir de entonces. A las 22:00 UTC de ese mismo día, Opal tocó tierra entre Pensacola Beach (Florida) y Navarre Beach (Florida), en un tramo de playa ahora conocido como "Opal Beach", como un huracán debilitado de categoría 3 con vientos de 185 km/h (115 mph). El debilitamiento se aceleró a medida que Opal avanzaba tierra adentro, degenerando en depresión tropical sobre Tenesí menos de un día después de tocar tierra. El ciclón en dispersión se transformó en ciclón extratropical poco después; estos remanentes extratropicales se desplazaron hacia el noreste antes de ser detectados por última vez en la costa norte del lago Ontario, en el este de Ontario.

## Preparativos

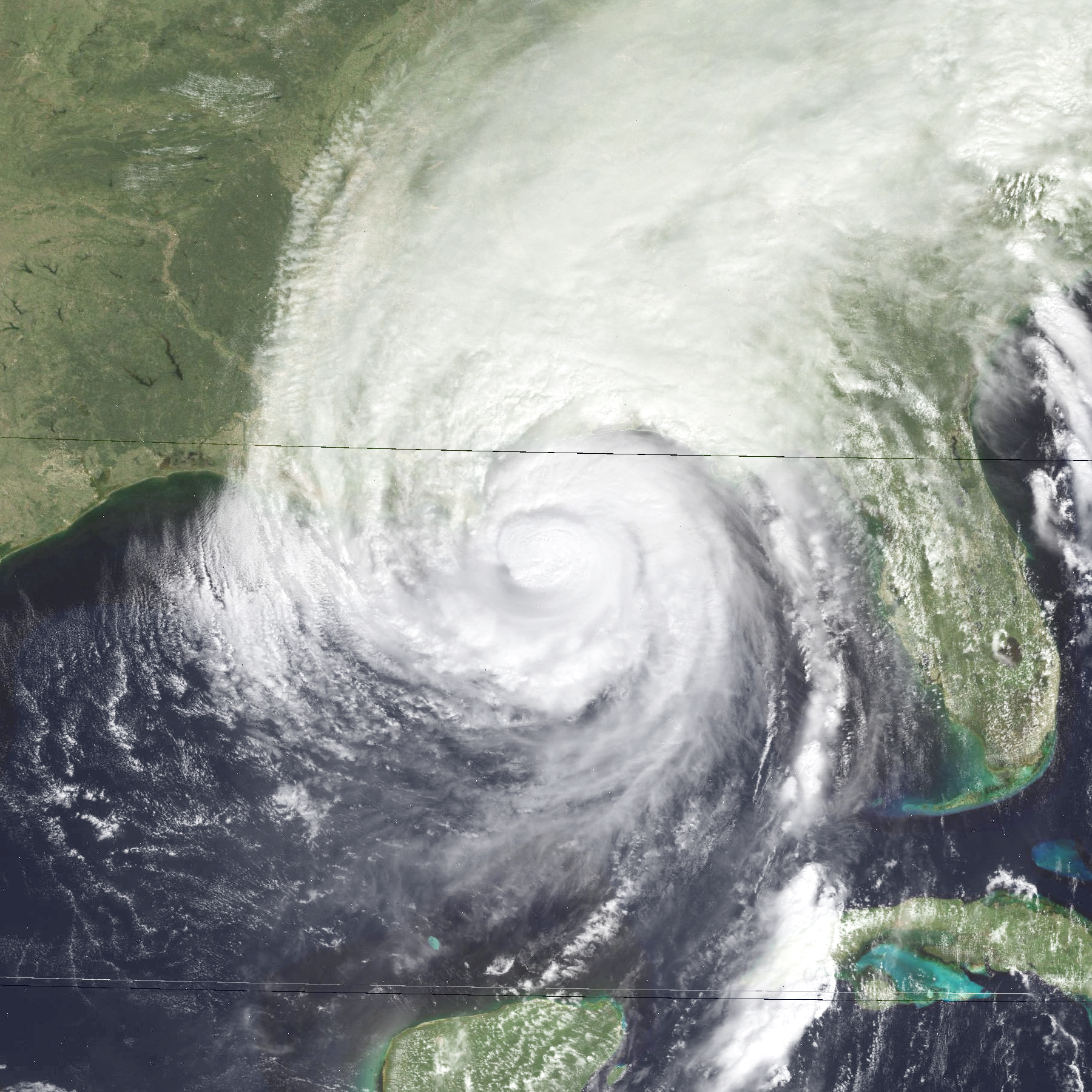
El huracán Opal cerca de tocar tierra en Pensacola, Florida, como un huracán de categoría 3

Aunque Opal era un sistema débil ubicado sobre la península de Yucatán en ese momento, 350 personas fueron evacuadas de Grand Isle, Luisiana, el 28 de septiembre después de que el fuerte oleaje asociado con el ciclón distante comenzara a amenazar la carretera 1 de Luisiana, la única vía que conecta Grand Isle con el continente de Luisiana. Al día siguiente, las compañías petroleras que operaban plataformas de perforación petrolera en alta mar en el Golfo de México comenzaron a evacuar a los trabajadores de las plataformas a tierra. El 1 de octubre, se emitió una alerta de inundación costera para partes de la costa estadounidense debido al riesgo de marejada ciclónica causada por Opal. La Guardia Costera de Estados Unidos emitió una advertencia a los navegantes en el Golfo de México para que tuvieran precaución o permanecieran en puerto siempre que fuera posible. Al día siguiente, el centro de operaciones de emergencia de Galveston, Texas, abrió sus puertas para monitorear el ciclón tropical y deliberar sobre los posibles preparativos para la ciudad. Mientras tanto, el lanzamiento de la misión STS-73 del transbordador espacial Columbia, previsto para el 5 de octubre, se pospuso debido a los efectos previstos de Opal.
El 3 de octubre, se emitió una orden de evacuación voluntaria en la parroquia de Plaquemines, Luisiana, debido al riesgo de una posible marejada ciclónica. Las escuelas también cerraron al mediodía de ese día en toda la parroquia. Las órdenes de evacuación voluntaria para la franja noroeste de Florida, que finalmente sería la zona más afectada, también comenzaron ese mismo día, con varios condados emitiendo órdenes de evacuación. Más al oeste, el entonces gobernador Fob James emitió una orden de evacuación obligatoria en el condado de Mobile, Alabama. Justo antes del mediodía del 4 de octubre, con el huracán cerca de tocar tierra, los condados de Escambia, Okaloosa y Santa Rosa suspendieron las evacuaciones y ordenaron a quienes aún se encontraban en zonas vulnerables que buscaran refugio. Sin embargo, la gran cantidad de evacuados provocó graves congestiones de tráfico; las autoridades del condado de Escambia estimaron que "decenas de miles" seguían en las rutas de evacuación dentro del condado tan solo unas horas antes de que Opal tocara tierra. Las evacuaciones masivas en otros condados concluyeron durante la tarde del 4 de octubre, aunque muchos evacuados en otros lugares no pudieron llegar a zonas seguras antes de la llegada de los fuertes vientos.
Se estima que 100,000 personas fueron evacuadas de la costa del golfo de Estados Unidos antes del huracán Opal. El 5% de los evacuados buscaron refugios públicos y más de la mitad buscaron refugio fuera de sus condados de origen. En su evaluación posterior a la tormenta, la Agencia Federal para el Manejo de Emergencias (FEMA) señaló que la llegada de los huracanes Allison y Erin a la franja norte de Florida a principios de año generó una actitud contradictoria respecto a los preparativos para el huracán Opal: algunas personas podrían haber adoptado una actitud de "esperar y ver", lo que resultó en complacencia, mientras que otras afectadas por los cortes de energía generalizados causados por Erin podrían haber adquirido una mayor sensación de preparación ante la llegada del huracán. En cualquier caso, el proceso de evacuación en general se describió como caótico, y la falta de despejar las rutas de evacuación del huracán para el tráfico ocasional o comunitario se atribuyó a la relativa inquietud durante las evacuaciones de Opal. La congestión del tráfico en estas rutas provocó que algunos evacuados regresaran a zonas vulnerables a lo largo de la costa, al tiempo que aumentó el temor de que los evacuados varados en las carreteras pudieran estar expuestos a vientos huracanados potencialmente fatales.
Las alertas y advertencias posteriores a la llegada a tierra emitidas de acuerdo con Opal fueron una advertencia de inundación repentina emitida el 5 de octubre para partes de Alabama, el norte de Georgia y las partes occidentales de Carolina del Norte y Carolina del Sur. La alerta también abarcó el este de Tenesí. También se activó una alerta de inundación repentina para partes del Alto Valle del Ohio, la región del Atlántico Medio, los Apalaches centrales y la parte baja de los Grandes Lagos. Se emitieron alertas de viento desde el noroeste de Carolina del Sur hasta el oeste de Nueva York. También estaba vigente una alerta de vendaval para el lago Erie, el lago Ontario y las secciones del sur de la vía marítima del San Lorenzo.
Seis horas después, las alertas de vendaval para el lago Erie, el lago Ontario y la sección sur de la vía marítima del San Lorenzo se elevaron a una alerta de tormenta solo para Erie. La alerta de vendaval para las otras dos secciones se mantuvo. La costa del lago Erie estaba bajo alerta de erosión costera desde Buffalo, Nueva York, hasta Ripley, Nueva York. El Centro de Predicción de Tormentas emitió una alerta de tornado para el norte y centro de Nueva Jersey y partes de Nueva York y Connecticut el 6 de octubre.
Importantes áreas sin marejadas del condado de Escambia, Florida, al sur de la US 98, se incluyeron en áreas de evacuación debido al potencial de aislamiento por inundaciones.

## Impactos
| Área               | Víctimas mortales |
| ------------------ | ----------------- |
| Alabama            | 2                 |
| Florida            | 1                 |
| Georgia            | 8                 |
| Guatemala          | 31                |
| Mexico             | 19                |
| Carolina del Norte | 2                 |
| Total              | 63                |

### México y Guatemala
Aunque Opal era sólo una tormenta tropical débil cuando afectó la Península de Yucatán, su lento movimiento provocó lluvias prolongadas e inundaciones en gran parte de la región. Tabasco recibió alrededor del 20 por ciento de su precipitación anual en cuatro días debido al ciclón. En Campeche y Tabasco, más de 42 mil personas se vieron obligadas a evacuar debido al desbordamiento de los ríos. Según Notimex, aproximadamente 100 mil personas fueron evacuadas debido a la tormenta. Se estima que hasta el 1 de octubre, las inundaciones habían destruido aproximadamente 500.000 acres de cultivos. En San Francisco de Campeche, las aguas alcanzaron una profundidad de 1.8 m (6 pies). El gobernador Jorge Salomón ordenó el cierre de todas las oficinas gubernamentales, negocios y escuelas antes del 2 de octubre debido a las extensas inundaciones. Al menos 60 municipios del estado quedaron aislados por las lluvias torrenciales. Para el 3 de octubre, las pérdidas agrícolas, tan solo en Campeche, se estimaban en miles de millones de pesos (cientos de millones de dólares estadounidenses). Al menos 19 personas murieron en México, mientras que otras 31 fueron asesinadas en Guatemala.

### Costa del Golfo de Estados Unidos

#### Florida

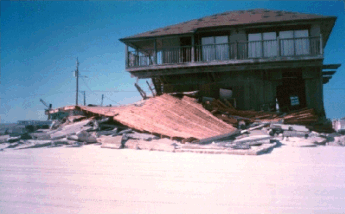
Daños causados por el huracán Opal

Aproximadamente 200 millas (320 kilómetros) de la costa de Florida sintieron el impacto del huracán Opal.
Las precipitaciones en Florida alcanzaron un máximo de 392 mm (15,45 pulgadas) en Ellyson, 185 mm (7,27 pulgadas) en Pensacola y 169 mm (6,64 pulgadas) en Hurlburt Field. La ráfaga más alta registrada fue de 233 km/h (145 mph) en este último. Las ráfagas más bajas fueron de 185 km/h (115 mph) en la Base Aérea de Eglin y de 142 km/h (88 mph) en Pensacola P.N.S. Los vientos sostenidos más altos fueron de 135 km/h (84 mph) en Hurlburt Field y de 130 km/h (80 mph) en la Base Aérea de Eglin. Opal provocó una fuerte marejada en la zona, de 8 a 15 pies (2,4 a 4,6 m) en algunos lugares, comparándose con el huracán Eloisa, que golpeó la misma zona con una fuerza casi igual en 1975. Las dos marejadas ciclónicas reportadas fueron de 5 a 6 pies (1,5 a 1,8 m) superiores a lo normal en Apalachicola y de 2 a 4 pies (0,61 a 1,22 m) superiores a lo normal en Sarasota. 
Opal causó daños por un valor aproximado de 4.700 millones de dólares estadounidenses (dólares de 1995), lo que lo convirtió en el tercer huracán más costoso de la época. La mayor parte de los daños estructurales se produjeron cerca de la costa del Panhandle de Florida, debido a la intensa marejada ciclónica. Casi un kilómetro y medio de la carretera estadounidense 98, cerca de la Base Aérea Eglin, quedó completamente destruida. El pavimento fue prácticamente reemplazado por montículos de arena que quedaron tras la marejada ciclónica. Opal también generó un tornado F2 que causó la muerte de una joven en Florida. Ninguna persona falleció como consecuencia directa de la marejada ciclónica. Esto fue bastante inusual, considerando la fuerza y el lugar donde Opal tocó tierra. La isla Okaloosa, en Fort Walton Beach, se vio anegada por la marejada ciclónica. Numerosas viviendas quedaron bajo entre 0,91 y 3,05 m (3 y 10 pies) de agua. No se permitió a los residentes regresar a la isla hasta que se pudieran asegurar las viviendas. La Guardia Nacional organizó un recorrido en Humvee para que los propietarios pudieran ver los daños, pero no se les permitió bajar del autobús. Las dunas de arena a lo largo del tramo de la carretera US 98, normalmente de 7,6 m (25 pies) de altura, fueron arrastradas por el viento y la marejada. Donde antes las dunas ocultaban el océano durante kilómetros, se abrió un espacio llano y abierto a lo largo de la carretera US 98.

#### Alabama

El huracán Opal fue uno de los huracanes de mayor diámetro en la costa del Golfo de Estados Unidos. Aunque un gran tamaño no implica “fuerza” (que se basa en mediciones sostenidas del viento), puede significar que más personas están expuestas a sus peligros.

La precipitación máxima en Opal, Alabama, fue de 19,42 pulgadas (493 mm) a 3 millas (4,8 km) al este-noreste de Brewton, Alabama. Cantidades menores incluyen 190 mm (7,48 pulgadas) en Mobile y 150 mm (6,1 pulgadas) en Anniston. La ráfaga más alta reportada fue de 153 km/h (95 mph) en Fort Rucker y una ráfaga secundaria en la Base Aérea Maxwell de 140 km/h (90 mph). Los vientos sostenidos más altos reportados desde Opal fueron de 121 km/h (75 mph) en Fort Rucker, 89 km/h (55 mph) en el centro de Mobile y 76 km/h (47 mph) en la Base Aérea Maxwell y Montgomery. Numerosos árboles caídos en gran parte del sureste de Estados Unidos dejaron a más de 2 millones de personas sin electricidad. Alabama reportó 476,000 residentes sin electricidad, un récord en aquel momento; sin embargo, esta cifra fue superada por el huracán Iván en 2004. Los daños fueron graves tierra adentro, hasta Montgomery, donde los vientos sostenidos alcanzaron los 140 km/h.

#### Misisipi
Las precipitaciones más altas en Mississippi fueron de 5 pulgadas (130 mm) en todo el lado este del estado, con cantidades menores en el oeste. Se reportaron vientos con fuerza de tormenta tropical a lo largo de la Costa del Golfo durante la tarde y la noche del 4 de octubre. Los daños causados por el viento se limitaron principalmente a ramas de árboles, cables eléctricos y letreros caídos. Se reportó una lesión leve en el condado de Harrison debido a escombros despedidos. Los daños en Misisipi ascendieron a $75,000.

#### Luisiana
En Luisiana, los únicos daños significativos causados por el viento se produjeron en el extremo sur de la parroquia de Plaquemines, donde se estimaron vientos de alrededor de 97 km/h (60 millas por hora) con ráfagas con fuerza de huracán. Se reportaron daños en algunas casas móviles y techos de algunas otras estructuras. Se reportaron vientos con fuerza de tormenta tropical en el extremo sur de las parroquias de Lafourche y Jefferson, así como en el extremo este de la parroquia de St. Bernard. Se estimó el costo de los daños materiales. Las mareas superaron en general los 0,61 m (2 pies) de lo normal en el lago Pontchartrain, y entre 0,90 y 1,50 m (3 a 5 pies) a lo largo de la costa sureste de Luisiana, desde Grand Isle hacia el este. Algunas carreteras costeras bajas se inundaron. Aproximadamente 10,000 personas fueron evacuadas de las zonas sur o bajas de las parroquias de Plaquemines, St. Bernard, Lafourche y Jefferson. La única concentración significativa de personas en albergues públicos se produjo en la parroquia de Plaquemines, donde 1,600 personas fueron alojadas en albergues públicos. Aunque el huracán no causó heridos directos, se atribuye una lesión indirecta a un accidente fortuito. Un empleado de la parroquia Jefferson resultó herido al intentar arriar una bandera grande el 4 de octubre. El empleado, que se sujetaba a una cuerda con una bandera, salió despedido por los aires y sufrió lesiones graves al caer al suelo. Los daños totales en Luisiana ascendieron a 200.000 dólares estadounidenses (dólares de 1995).

#### Texas
Las olas rompientes provenientes de Opal en Texas provocaron que el agua se derramara en los puntos de inundación habituales, lo que dañó varios vehículos.

### Sureste de Estados Unidos

#### Georgia
La precipitación máxima en Georgia fue de 220 mm (8,66 pulgadas) en Marietta, 459 mm (18,08 pulgadas) en Peachtree City y 182 mm (7,17 pulgadas) en el oeste de Atlanta. El sur de Georgia solo reportó entre 25 y 76 mm (1 y 3 pulgadas) de lluvia, mientras que en la zona norte del estado se registraron entre 130 y 180 mm (5 y 7 pulgadas). La ráfaga de viento máxima en Georgia fue de 127 km/h (79 mph) en Marietta, de 110 km/h (70 mph) en Columbus y de 90 km/h (56 mph) en la zona de Atlanta-Hartsfield. Los fuertes vientos en el condado de Rabun causaron daños por valor de 5 millones de dólares (USD 1995) debido a la llegada de Opal el 5 de octubre. Los daños fueron mayores en el condado de Rabun, donde numerosos árboles fueron derribados. Los daños causados por el viento se describieron como peores que los de la supertormenta de marzo de 1993. Algunas personas se quedaron sin electricidad durante al menos una semana. Más de 4,000 árboles fueron derribados tan solo en la ciudad de Atlanta. Estos árboles cayeron sobre carreteras, cables eléctricos, casas, casas móviles y automóviles. Más de media docena de personas resultaron heridas por la caída de árboles en la madrugada del 5 de octubre. Se derribaron más de 1,200 postes telefónicos y se rompieron casi 5000 cables eléctricos. Equipos de energía de los estados vecinos ayudaron a restablecer el suministro eléctrico en muchas zonas; sin embargo, miles de viviendas permanecieron sin electricidad durante el fin de semana.
Un corte de 24 metros (80 pies) se abrió en la Interestatal 285 entre Roswell Road y Glenridge Connector en Atlanta. Las escuelas cerraron el 5 y 6 de octubre en las ciudades de Atlanta, Marietta y en los condados de Fulton, Coweta, Caroll y Caroll. Solo en el condado de Dekalb, 47 de las 101 escuelas cerraron. Cuatro parques estatales cerraron después del huracán Opal: Moccasin Creek Park, Black Rock Mountain, Vogel State Park y Fort Mountain State Park. 273 estaciones reportaron la caída de muchos semáforos. Expertos agrícolas estimaron que los daños a la cosecha de nueces pecanas ascendieron a unos 50 millones de dólares. Varios ríos y arroyos se desbordaron.. A partir de la noche del 4 de octubre, se reportaron numerosos cortes de electricidad en el área metropolitana de Atlanta, donde las condiciones sostenidas de tormenta tropical durante la noche (con ráfagas de casi 110 km/h) derribaron miles de árboles. Los robles fueron particularmente susceptibles, ya que sus raíces estaban sueltas.

#### Carolina del Sur
Se registraron alrededor de 7 pulgadas (180 mm) de lluvia en el extremo noroeste de Carolina del Sur y en cantidades cada vez menores en el resto del estado. Las fuertes lluvias cerraron carreteras y puentes, causando daños a cultivos y propiedades por valor de 24 millones de dólares. Un tornado en Chesterfield, Carolina del Sur, derribó numerosos árboles en el Refugio Nacional de Vida Silvestre Carolina Sandhills. En Orangeburg, también se derribaron árboles; uno de ellos cayó sobre un automóvil, destruyéndolo por completo. Un tornado F0, generado por una de las bandas de Opal, derribó varios árboles y cables eléctricos. En Greenville, se dañaron caravanas, vehículos, estructuras y embarcaciones.

#### Carolina del Norte
En Carolina del Norte, cayeron más de 430 mm (17 pulgadas) de lluvia. La precipitación incluyó 251 mm (9,89 pulgadas) en Robinson Creek y 227 mm (8,95 pulgadas) en Highlands. Las lluvias en Robinson Creek provocaron inundaciones repentinas. Las autoridades del estado pidieron a los ciudadanos que hirvieran el agua antes de beberla debido a la posibilidad de que el agua de la inundación hubiera entrado en plantas purificadoras.  Un deslizamiento de tierra provocado por Opal y dañó la Blue Ridge Parkway. Opal provocó un flujo de escombros en el área de Poplar Cove del condado de Macon. Las inundaciones repentinas, causadas por lluvias de entre 100 y 150 mm (cuatro y seis pulgadas), provocaron el cierre de carreteras y puentes. Al parecer, la inundación más grave se produjo en el condado de Avery, donde se requirieron evacuaciones y se encontraron tanques de propano flotando en el río Banner Elk.
También se produjeron tres muertes en el estado. Un hombre en Candler falleció cuando la caída de un árbol destruyó su casa rodante. Otro hombre falleció cerca de Marshall cuando un árbol le cayó encima mientras ayudaba a cortar otros árboles de la carretera. Diez personas también resultaron heridas por escombros arrastrados por el viento y por la caída de árboles. Los daños causados por los fuertes vientos ascendieron a 15 millones de dólares.

### Estados Unidos del Atlántico Medio

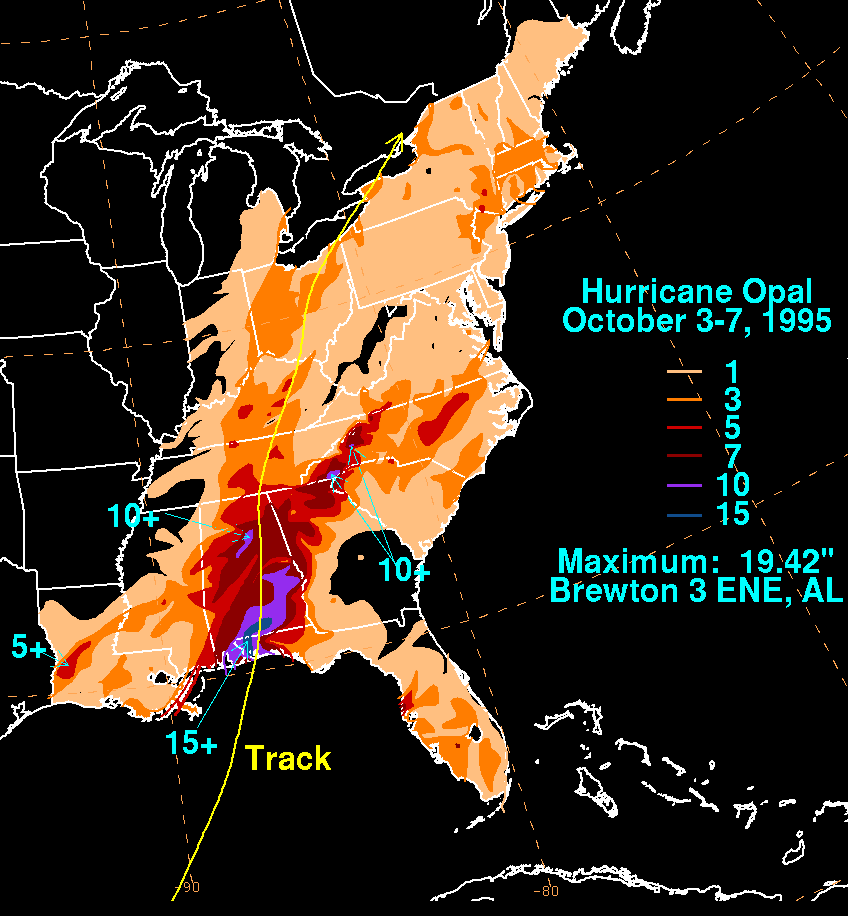
Totales de lluvia

#### Virginia
En Virginia, árboles en el valle de Shenandoah y a lo largo de la Meseta Allegheny fueron derribados por vientos de 64 km/h (40 mph) en zonas de mayor altitud. Más de 7,000 personas se quedaron sin electricidad y los daños en Virginia ascendieron a 5,000 dólares. El Servicio de Parques Nacionales informó de docenas de árboles derribados a lo largo de Skyline Drive en dos condados.
En las Grandes Montañas Humeantes, se interrumpió el servicio eléctrico y telefónico en muchas zonas del parque. La carretera Newfound Gap estuvo cerrada durante varios días debido a árboles y un desprendimiento de rocas que la cubrían. Se pidió a los campistas que abandonaran el campamento Elkmont, cerca de Gatlinburg, debido a la crecida del agua. Muchos tramos de la Blue Ridge Parkway estuvieron cerrados debido a la caída de árboles sobre la carretera. Se produjeron inundaciones en la parte norte de la avenida. Se evacuó Linville Falls; los distritos de Asheville y Gillespie Gap fueron cerrados. También se reportaron deslizamientos de rocas y lodo debido a Opal.

#### Virginia occidental
En Virginia Occidental, se reportaron entre 0,5 y 1,5 pulgadas (13 y 38 mm) de lluvia, lo que provocó que algunas escuelas cerraran sus puertas antes de lo previsto. Fuertes vientos asociados con los restos de Opal recorrieron el sureste de Virginia Occidental el día 5. Los vientos oscilaron entre 72 km/h (35 y 45 mph), con algunas ráfagas de hasta 89 km/h (55 mph). Numerosos árboles, ramas grandes, cables eléctricos y tejas de los techos de las casas fueron arrancados por el viento. La gran mayoría de los daños se produjeron a altitudes superiores a los 600 metros (200 pies). Los daños causados por el viento ascendieron a 2000 dólares.Grandes ramas fueron derribadas por fuertes vientos frente a los restos del huracán Opal en el condado de Preston. Los daños totalizaron $1000.

#### Maryland
En Maryland, un gran árbol y sus ramas, ubicados a lo largo de la Ruta 495 de Maryland, cerca de Bittinger, fueron derribados por los fuertes vientos asociados con los restos de Opal. Los daños causados por la caída del árbol y sus ramas ascendieron a mil dólares. Los mesociclones que se desplazaban por la periferia oriental de Opal, en Maryland, generaron tres tornados en los condados de Charles,  Prince George y Anne Arundel. El primer tornado recorrió la Ruta Estatal 425 entre las localidades de Ironside y Grayton. A lo largo de su trayectoria, varios árboles fueron arrancados o quebrados; dos cobertizos quedaron destruidos y otros dos sufrieron daños en el techo. Las ventanas de un granero y de varios vehículos volaron por los aires. Los daños ascendieron a diez mil dólares. El segundo tornado, el más potente, azotó Temple Hills, hiriendo a tres personas tras alcanzar vientos máximos de 240 km/h (150 mph). Cien viviendas resultaron dañadas y 15 fueron declaradas inutilizables. Potomac Electric Power reportó 9000 personas sin electricidad. Los daños causados por el segundo tornado ascendieron a 5 millones de dólares. El tercer y último tornado tocó tierra en Odenton, se convirtió en un tornado F1 y causó daños por valor de $250,000 en la zona. Once casas resultaron dañadas y unas 10,000 personas se quedaron sin electricidad en todo el distrito al que presta servicio Baltimore Gas and Electric.

### Estados Unidos central

#### Tenesí
En Tennessee, las precipitaciones incluyeron alrededor de 3 a 5 pulgadas (76 a 127 mm) en la parte central del estado, una pulgada (25 mm) en la parte occidental del estado y de 3 a 5 pulgadas (76 a 127 mm) en la parte oriental del estado. Las velocidades del viento en las elevaciones más altas de los Montes Apalaches se registraron a 70 mph (110 km/h), mientras que las ráfagas de 40-50 mph (64-80 km/h) fueron más comunes en las elevaciones más bajas. Árboles y cables eléctricos fueron derribados en gran parte de la región. Más de 70 millas (110 km) del Sendero de los Apalaches fueron cerrados debido a la caída de árboles. Un total de más de 20.000 personas se quedaron sin electricidad por la ira de Opal. La mayor parte de los daños se produjo en el condado de Hamilton, que tuvo daños estimados en un total de más de 1 millón de dólares. Los daños en el condado de Hamilton incluyen un circo que quedó varado en un campamento y tuvo que ser evacuado. Varias residencias y negocios también fueron rodeados por agua y sus ocupantes tuvieron que ser evacuados. Los daños totales en Tennessee ascendieron a 2,02 millones de dólares.

#### Kentucky
En Kentucky, se reportaron entre 1 y 5 pulgadas (25 a 127 mm) de lluvia en todo el estado debido a Opal. La precipitación total en el condado de Jefferson, donde se encuentra Louisville, osciló entre 61 mm (2,4 pulgadas) en el Aeropuerto Internacional de Louisville y 89 mm (3,5 pulgadas) en Fern Creek Road, al sur de la autopista Gene Snyder. Varios árboles fueron derribados y el suelo se saturó tras el paso de Opal. Un puente sobre Sulphur Creek fue arrasado y se reportaron inundaciones menores en la Ruta 80 de Kentucky. Elizabethtown y el área de Fort Knox tuvieron varias carreteras cerradas después de que Opal las arrasara.

#### Michigan
En Michigan, Opal produjo de 51 a 76 mm (2 a 3 pulgadas) de lluvia en la cuenca del río Middle Rouge desde la tarde hasta la noche del día 5. Como resultado, el río Middle Rouge superó el nivel de inundación en un pie, lo que provocó el cierre del tráfico en Edward Hines Drive. Los fuertes vientos asociados con los restos del huracán Opal afectaron la zona durante la tarde y la noche del día 5. Fuertes vientos del noreste destruyeron un nuevo cobertizo de dos pisos y 61 m (200 pies) de altura sobre la autopista Marine City en Marine City. La tormenta también provocó cortes de electricidad en varias zonas, lo que provocó el cierre de algunas escuelas. La ráfaga de viento máxima en el Aeropuerto Metropolitano de Detroit fue de 61 km/h (38 mph), proveniente del noreste. Los daños causados por este incidente ascendieron a 15.000 dólares.

#### Ohio
Los remanentes de Opal atravesaron el noreste de Ohio y provocaron ráfagas de viento de hasta 72 km/h (45 mph) y vientos sostenidos de 32 a 48 km/h (20 a 30 mph) en todo el norte de Ohio. Varios automóviles resultaron dañados por la caída de árboles o ramas. Los fuertes vientos dañaron los cultivos. Varias granjas informaron que sus campos de maíz fueron derribados y que las manzanas maduras y otras frutas fueron arrancadas de los árboles. En Mansfield se registraron precipitaciones de 86 mm (3,4 pulgadas) en menos de 24 horas, y en la mayoría de las zonas se registró un promedio de 38 a 64 mm (1,5 a 2,5 pulgadas) durante el mismo período. Las inundaciones fueron localizadas y no significativas, ya que las condiciones de sequía precedieron a la tormenta. Los vientos sostenidos del noreste antes de la tormenta alcanzaron los 89 km/h (55 mph) en todo el lago, con ráfagas de hasta 110 km/h (70 mph), lo que produjo olas de 3 a 4,3 m (10 a 14 pies). Se produjo erosión leve a moderada de playas y riberas en muchas zonas, especialmente en el extremo occidental del lago. Se produjeron inundaciones localizadas en comunidades con zonas bajas a lo largo del lago. También hubo embarcaciones encalladas. Los daños en Ohio ascendieron a 205.000 dólares.

### Noreste de Estados Unidos

#### Nueva Jersey
En Nueva Jersey, tormentas eléctricas con fuertes lluvias, con un promedio de alrededor de 3,5 pulgadas (89 mm) en todo el condado, causaron inundaciones de pequeños arroyos y carreteras, incluida la Ruta 46 de los Estados Unidos. Las fuertes lluvias fueron la primera mella significativa en la sequía que había afectado al norte de Nueva Jersey desde septiembre de 1994. Los totales de tormenta incluyeron 6,7 pulgadas (170 mm) en Wawayanda, 5,3 (135 mm) en Hackettstown, 4,5 pulgadas (110 mm) en Oak Ridge, 4,2 pulgadas (110 mm) en Clinton y 4,10 pulgadas (104 mm) en Pequannock. Los restos de Opal provocaron fuertes tormentas eléctricas que arrancaron árboles cerca de Belvidere. Árboles y cables eléctricos quedaron derribados en diversas zonas del condado, incluyendo la Ruta 57 cerca del Parque de Bomberos Tri-County. Los cables caídos causaron cortes de electricidad en Hackettstown y el municipio de Mansfield.

#### Pensilvania
Los remanentes del huracán Opal pasaron sobre el noroeste de Pensilvania la noche del jueves (5/6) y provocaron ráfagas de viento de hasta 80 km/h (50 mph) y vientos sostenidos de 32 a 48 km/h (20 a 30 mph). Fuertes lluvias acompañaron la tormenta, con un promedio de 38 a 64 mm (1,5 a 2,5 pulgadas). Las inundaciones fueron localizadas y no significativas, ya que la sequía precedió a la tormenta. El prolongado período de fuertes vientos derribó árboles y ramas, junto con algunos cables eléctricos. Al menos un automóvil resultó dañado por un árbol caído en Erie. Varias granjas informaron de campos de maíz derribados y manzanas y otras frutas arrancadas de los árboles. Se desconoce la estimación real de los daños a los cultivos.

#### Nueva York
Los remanentes de Opal pasaron justo al oeste de Buffalo, Nueva York, el 5 y 6 de octubre. Cayeron de 38 a 64 mm (de dos a 3 pulgadas) de lluvia en gran parte del área, con cantidades aisladas de casi 100 mm (cuatro pulgadas) en partes de la región oeste de Southern Tier. Se estimaron vientos sostenidos de entre 56 y 64 km/h (35 y 40 mph), pero los vientos del este derribaron algunos árboles y cables eléctricos. En el condado de Oneida, los fuertes vientos derribaron árboles y cables en New York Mills, Waterville, Sylvan Beach, North Bay, Lee Center, Rome, McConnellsville y Verona. En el condado de Saratoga, una gran rama de árbol fue derribada en Saratoga Springs, lo que dañó cuatro automóviles. Los daños totales en Nueva York ascendieron a $35,000.

#### Vermont
Una zona de baja presión, anteriormente conocida como Opal, se desplazó por el oeste y norte de Nueva York a última hora de la noche y llegó a Vermont la noche del 5 de octubre y la mañana del 6 de octubre. Vientos devastadores afectaron partes del centro y norte de Vermont, especialmente a lo largo de las laderas occidentales de las Montañas Verdes. Estos vientos devastadores derribaron árboles y cables eléctricos en los condados de Essex, Orleans, Addison, Caledonia y Rutland. En el condado de Essex, se produjeron daños en Canaan y Concord. También se reportaron daños en los condados de Caledonia, Rutland, Clarendon y Chittenden, y en Derby Center, Orleans. Los daños totales en Vermont ascendieron a $135,000.

#### Nuevo Hampshire
Los fuertes vientos y lluvias asociados con los restos de Opal derribaron árboles y dejaron sin electricidad al suroeste y norte de Nuevo Hampshire. Una persona resultó herida en Marlborough cuando un gran árbol cayó sobre su camioneta en marcha.

#### Maine
En Maine, los fuertes vientos y lluvias asociados con los restos de Opal derribaron árboles y dejaron sin electricidad las zonas costeras del sur de Maine. Se produjo cierta erosión en las playas de Saco. Los fuertes vientos arrancaron embarcaciones de sus amarres en las ciudades de Camden y Rockland, en la costa central.

### Canadá
El 5 de octubre, el Centro Canadiense de Huracanes emitió alertas de viento y vendaval en el sur de Ontario y el alto río San Lorenzo de acuerdo con los remanentes de Opal. Los vientos acompañantes alcanzaron los 83 kilómetros por hora (52 mph) en Toronto y hasta 102 kilómetros por hora (63 mph) en el sur de Ontario, sintiendo árboles y cables eléctricos. Los remanentes también generaron una advertencia de fuertes lluvias por parte de los Centros Meteorológicos de Ontario y Quebec para las partes del sur de ambas provincias, pero las cantidades de lluvia anticipadas no serían del orden de las asociadas con el huracán Hazel hace 41 años. El sistema remanente de Opal también generó una alerta de vendaval para Nueva Escocia.
Las precipitaciones variaron desde 0,5 pulgadas (13 mm) en el noroeste de Ontario hasta 4 pulgadas (100 mm) en partes del sur de Ontario y Quebec, y fueron menores en Nuevo Brunswick. Por ejemplo, Toronto recibió 78,6 milímetros (3,09 pulgadas), que inundaron sótanos y calles. En Quebec, en Montreal se registraron 80 milímetros (3,1 pulgadas), sólo 2 milímetros (0,079 pulgadas) menos que el récord establecido por el huracán Frederic hace 16 años. Las precipitaciones se extendieron hasta la zona de Nueva Escocia, pero allí sólo se reportaron hasta 0,5 pulgadas (13 mm).

## Retiro del nombre
- En la primavera de 1996, la Organización Meteorológica Mundial (OMM) retiró el nombre «Ópalo» de sus listas rotativas debido a las muertes y la destrucción que causó el huracán, y nunca más se utilizará en la cuenca atlántica. Fue reemplazado por «Olga» para la temporada de 2001.[71][72]